# Bayon-sur-Gironde
Bayon-sur-Gironde – miejscowość i gmina we Francji, w regionie Nowa Akwitania, w departamencie Żyronda.
Według danych na rok 1990 gminę zamieszkiwało 747 osób, a gęstość zaludnienia wynosiła 131 osób/km² (wśród 2290 gmin Akwitanii Bayon-sur-Gironde plasuje się na 548. miejscu pod względem liczby ludności, natomiast pod względem powierzchni na miejscu 1382.).